# Thymallinae
Thymallinae zijn een onderfamilie van de Salmonidae (Zalmen). Deze onderfamilie heeft maar één geslacht: Thymallus. Deze onderfamilie wordt ook wel als een familie, de Thymallidae beschouwd. Het is een kleine familie met 10 tot 20 soorten, verspreid over Noord-Europa en vooral over Noord-Azië. Deze (onder)familie verschilt van de andere zalmen met onder andere de opvallend grote rugvin.
Over de taxonomie is geen consensus, het aantal soorten en/of ondersoorten dat door diverse auteurs (en in databases) wordt genoemd, verschilt sterk. De lijst hieronder is ontleend aan FishBase.

## Taxonomie
- Onderfamilie: Thymallinae
  - Geslacht: Thymallus (vlagzalmen)
    - Thymallus arcticus arcticus - (Pallas, 1776)
    - Thymallus arcticus baicalensis - (Dybowski, 1874)
    - Thymallus brevipinnis - Svetovidov, 1931
    - Thymallus brevirostris - Kessler, 1879
    - Thymallus burejensis - Antonov, 2004
    - Thymallus grubii flavomaculatus - Knizhin, Antonov & Weiss, 2006
    - Thymallus grubii grubii - Dybowski, 1869
    - Thymallus mertensii - Valenciennes, 1848
    - Thymallus nigrescens - Dorogostaisky, 1923
    - Thymallus pallasii - Valenciennes, 1848
    - Thymallus svetovidovi - Knizhin & Weiss, 2009
    - Thymallus thymallus - Vlagzalm - (Linnaeus, 1758)
    - Thymallus tugarinae - Knizhin, Antonov, Safronov & Weiss, 2007
    - Thymallus yaluensis - Mori, 1928

## Noot
1. ↑  Maurice Kottelat & Jörg Freyhof: Handbook of European Freshwater Fishes. 2007, ISBN 978-2-8399-0298-4.
2. ↑  Species list Thymallus download 1 aug. 2010